# Margitta Gummel
Margitta Gummel (n. 29 iunie 1941, Magdeburg, Germania Nazistă – d. 26 ianuarie 2021, Wietmarschen, Saxonia Inferioară, Germania) a fost o aruncătoare de greutate ce a reprezentat Republica Democrată Germană, medaliată olimpică. A participat la 3 ediții ale Jocurilor Olimpice (1964, 1968, 1972) în care a câștigat o medalie de aur și o medalie de argint.

## Palmares
| An   | Competiție                   | Locație                    | Loc | Note  |
| ---- | ---------------------------- | -------------------------- | --- | ----- |
| 1964 | Jocurile Olimpice            | Tokio, Japonia             | 5   | 16,91 |
| 1966 | Jocurile Europene în sală    | Dortmund, Germania de Vest | 1   | 17,30 |
| 1966 | Campionatul European         | Budapesta, Ungaria         | 2   | 17,05 |
| 1968 | Jocurile Europene în sală    | Madrid, Spania             | 2   | 17,62 |
| 1968 | Jocurile Olimpice            | Ciudad de México, Mexic    | 1   | 19,61 |
| 1969 | Campionatul European         | Atena, Grecia              | 2   | 19,58 |
| 1971 | Campionatul European în sală | Sofia, Bulgaria            | 2   | 19,50 |
| 1971 | Campionatul European         | Helsinki, Finlanda         | 3   | 19,22 |
| 1972 | Jocurile Olimpice            | München, Germania de Vest  | 2   | 20,22 |